# Vestă

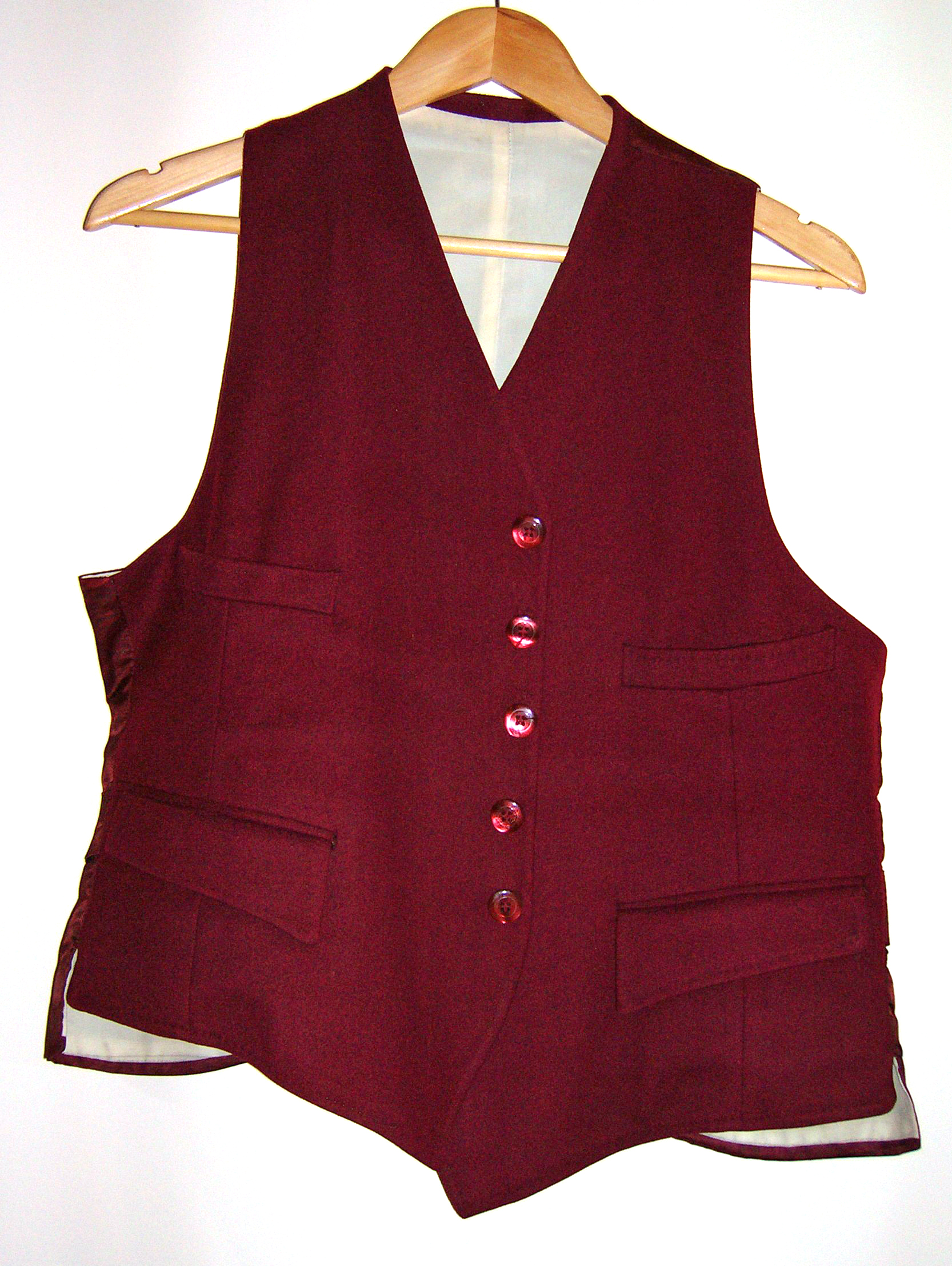
Imagine cu o vestă

Vesta este un articol de îmbrăcăminte fără mâneci. Ea poate să țină de cald, chiar dacă afară este frig, sau poate să mențină o temperatură normală a corpului, indiferent de vremea de afară.